# 認識論的権威
パトリック・ウィルソン（1983）は、著書 "Second-hand Knowledge: An Inquiry into Cognitive Authority" にて、科学認識論から認識論的権威の理論を生み出した。人は直接の経験、もしくは他人を通じての学びという、2つの異なる方法に基づき知識を構築する、というのがウィルソンの認識論的権威の基本的な概念である。直接の学習においても、世界との出会いの解釈と理解に寄与する知識の蓄積に依存する。人は多くの場合、他人の考えや直接的な経験外の情報に依存している。世界について思い浮かべることの多くは、彼らが間接的に得たものである。
ウィルソンは、人が自分の人生の狭い範囲を超えて世界を知ることは須く他人に語られたことだと論じた。しかし、人はあらゆる情報を等しく信頼できるものと捉える訳ではなく、「彼らが何を話しているかを理解している」とみなされる人だけが認識論的権威となる。ウィルソンは、人間が適切だと認識する意識に影響を与える権威を説明するために認識論的権威という言葉を作り出した。認識論的権威は、行政権または階層的な位置で通気された権威とは異なる（Rieh、2005年）。

## 哲学的問題
経験知と他人を介した知識というウィルソンの二分法は、経験主義の繰り返しである可能性がある。解釈学やプラグマティズムのような経験的でない認識論によると、我々の経験知（概念）は独自の文化と領域を持つ社会性を持つ認識論的権威の文化や現状に間接的かつ無意識に影響される。
文学や他の領域での主張に対して懐疑的である点において、認識論的権威の概念は重要である。情報源を評価する際に使用すべき基準を検討する必要がある。言い換えると、認識論的な問題を考慮しなければならない。
異なる活動、パラダイム、立場や学校はそれぞれ異なる認識論的権威を有する傾向がある。
「ほとんどの人々は、研究者でさえ、議論になっている話題に関する科学的文献に目を通すための能力を身につけるための時間、機会を持たず、そのために無関心な物事の評価のために専門家に頼らなければならない。（Herrnstein、1973年、52-53頁; Tucker、1994年より）」
しかし、Tuckerは、知性研究の分野で専門家と認められた人々が、科学的価値がなく、おそらく明らかに虚偽であったにもかかわらず、盲目的にシリル・バートの研究を受け入れたことを示している。彼らはIQが遺伝性であると信じたがっており、非臨界的な経験的主張がこの考えを支持すると判断した。別の分野の研究者（Leon Kamin）がBurtの結果が間違っていることを初めて証明したとき、彼は認識論的権威とは考えられていなかった。彼の批判が避けられないものであることに気づいた際、既存の研究者は歴史を修正し、Kaminから知的信用を奪おうと試みた。この例は、認識論的権威がどのように現実の世界でどのように帰結するかを示している。
認識論的権威の概念はまた、専門家の役割に関する問題を提起する。「専門家」に由来する主張を盲目的に信じるのは危険である一方、「常識主義」もまた問題視されている。ジョン・デューイ（1920）はこのジレンマについて議論し、大衆が専門家の権威の弱点にならないように一般教育の改善に取り組んだ。

## 例：歴史専門家の認識論的権威
1880年頃に、歴史は、学問分野として、そしてヨーロッパと米国の両方でそのディシプリンに基づいた専門職として確立された。歴史の認識論的権威は、科学的方法や史料批判の適用と密接に関連していた。アマチュアの歴史家と科学的な専門的歴史家との間に明確な区分が確立された。当時の歴史学者の支配的な「パラダイム」において、何が「認識論的権威」なのかは明らかであった。
しかし、歴史の中で「パラダイム」は「歴史的客観主義の考え方がこれまで以上に問題となる混乱、分極、不確実性の現代」へと変化した。
専門家の優越が部分的な変化を見せ、アマチュアは専門の歴史家と同じ認識論的権威を持っている。「歴史学者が歴史に関する知識につながる真の主題は客観的に調査されたものではなく、歴史学者が達する知識は、彼/彼女が活動する言語的様相によって条件づけられる。ホワイト(1973)の専門的歴史的考察は、歴史の憶測や歴史小説より客観的な知識を生み出しえない。」
ある知識分野における「認識論的権威」とみなされるものは、相対的であり、情報探求者の「パラダイム」に依存する。 「認識論的権威」と見なされるべきものについての議論は、最終的には認識論的議論となる。

## 図書館情報学への示唆
認識論的権威の概念は図書館情報学において発展し、この分野で注目されている。この分野での重要性は次のような質問に関連している。情報源の選択に用いるべき基準、図書館利用者への情報の選択に関する助言、図書館利用者の学習とその関連性の判断の解釈。このような問題はすべて、認識論的権威と認識論の問題を伴う。
「おそらく我々(図書館や情報専門家)は、権威の概念をより批判的にすることを学ぶべきだ。権威はそれが基づいているコミュニティ（分野など）の境界内でのみ合法である。疑問の多くは相容れない教義が主張される分野に、幾つかは認知された教義のコミュニティの範囲を超えた分野に関連する。疑問への回答と共に権威のある情報源を見つけられたとしても、印象ほど正確ではなく、幾ら権威が偉大であろうと品質が保証されていません。権威は我々に、情報源を作り出す人々が教義的コミュニティによる期待と合致した制度的提携と資格を持つことしか保証せず、情報源が間違いないことや、そのような教義的コミュニティが情報探索を追求する最も冴えたやり方であることを示すことはない。（Pierce、1991年、 31頁）」

## 引用
1. ↑  (Novick, 1988, p. 16-17)
2. ↑  (Iggers, 2001, 6772)